# Caserne Colin
La caserne Colin, baptisée à l'origine 20er Pionierkaserne, est une ancienne caserne d’infanterie. Construite pendant l’annexion allemande en Lorraine, elle est située 30ter rue du Général-Franiatte, à Montigny-lès-Metz.

## Contexte historique
Alors que Metz devient un point stratégique majeur de l’empire allemand, l’état-major allemand poursuit les travaux de fortification entamés sous le Second Empire. De nombreuses casernes sont construites pour abriter la garnison allemande qui oscille entre 15 000 et 20 000 hommes au début de la période, et dépasse 25 000 hommes avant la Première Guerre mondiale. Dans cette pépinière de généraux, se côtoient des Bavarois aux casques à chenille, des Prussiens et des Saxons aux casques à pointe et aux uniformes vert sombre, ou encore des Hessois aux uniformes vert clair. Guillaume II, qui vient régulièrement dans la cité lorraine pour inspecter les travaux d’urbanisme et ceux des forts de Metz n’hésite pas à déclarer : « Metz et son corps d’armée constituent une pierre angulaire dans la puissance militaire de l’Allemagne, destinée à protéger la paix de l’Allemagne, voire de toute l’Europe. »

## Construction et aménagements
La caserne Colin est construite à la fin du XIXe siècle, à Montigny-lès-Metz. À l’époque, elle est destinée à l’artillerie.

## Affectations successives
Les bâtiments servent de lieu de casernement pour la garnison allemande jusqu’en 1919. Le 23 juillet 1919, le 61e régiment d'artillerie prend ses quartiers dans la caserne, qui est rebaptisée "caserne Colin". En 1938, le 61e régiment d’artillerie y a toujours ses quartiers. En juin 1940, l’armée allemande réinvestit les lieux. En novembre 1944, l’armée française reprend ses marques dans la caserne. La caserne est ensuite utilisée par l’armée américaine. Le 43e régiment de transmissions y fut affecté jusque dans les années 1990. Malgré les restructurations de l’armée, les quartiers Colin et Raffenel-Delarue devraient être conservés par l’armée française, leur occupation se voyant même renforcée.
Les quartiers Colin et Raffenel-Delarue sont désormais occupés, entre autres, par le groupement de soutien de la base de défense de Metz, le 1er régiment du service militaire volontaire, la musique de l’Arme blindée et cavalerie et la 36e antenne médicale.